# Тойота Ленд Крузър
 Тази статия е за оригиналния извъншосеен модел.  За пътническия модел, продаван в Европа, вижте Тойота Ленд Крузър (Прадо).  За пътническия модел, продаван извън Европа, вижте Тойота Ленд Крузър (J55 и следващи).
„Тойота Ленд Крузър“ (Toyota Land Cruiser) е модел извъншосейни автомобили (сегмент J) на японската компания „Тойота“, произвеждан в четири последователни поколения (с номенклатурни номера BJ/FJ, J20/J30, J40 и J70) от 1951 година до наши дни.
„Тойота“ използват търговското наименование „Ленд Крузър“ и за две други серии автомобили:
- „Тойота Ленд Крузър“ с номенклатурни номера J55, J60, J80, J100 и J200 – обособена през 1967 година и първоначално ориентирана към по-голям комфорт за пътниците и повече товарно пространство
- „Тойота Ленд Крузър“ с номенклатурни номера J70, J90, J120 и J150 – обособена през 1990 година на базата на вариантите за лек режим на работа на основната серия

Към 2020 година извъншосейният „Тойота Ленд Крузър“ не се продава в развитите страни, но производството му продължава като автомобил със специално предназначение и за пазарите в развиващите се страни с лоши пътни условия и ниски екологични изисквания.

## История
Историята на автомобилите Тойота Ленд Крузър започва в началото на 1950 г., малко след края на Втората световна война.
През 1946 г. японското правителство, намиращо се под контрола на окупационните войски на САЩ, всячески се борело с инфлацията. Тогава било взето решение да се преустановят плащанията на пострадалите от войната и въвеждането на купонна система, но дори и тези мерки не могли да спат инфлацията.
През 1948 г., когато отношенията между СССР и САЩ ставали все по-напрегнати, а Мао Дзъдун оглавил революцията, довела до създаването на КНДР, водела се борба за създаването на независима държава Северна Корея, комунизмът се разраствал по цял свят и обстановката станала неустоичива и неопределена.
През декември същата година, САЩ решили, че Япония трябва спешно да се подкрепи, като страна със силена и независима икономика и пазар, която трябвала да стане своеобразна бариера на пътя на разпространяващия се комунизъм. Това наложило на Япония да проведе разумни икономически мерки. Чрез твърдите и безкомпромисни мерки взети от правителството, инфлацията била поставена под контрол.
След създаването на Националните полицейски сили Япония станала напълно зависима от американската страна за доставянето на цялото оборудване, затова много скоро се появила нужда от развитието на собствена база. Една от целите, стоящи пред японската икономика, била създаването на автомобил, който американските военни биха могли да използват в целия азиатски район. Японските автомобилостроители получили поръчка за създаването на опитен образец на компактен пълнопроводен камион и за някои други автомобили.
В това време в Япония били много популярни колите Jeep (Джип), които се появили заедно с американските войски. Джип станал символ на всепроходимост. Затова Тойота нарекла своя първи образец Toyota Jeep. Благодарение на съчетаването на двигателя тип В и модела Jeep, този модел носел означението BJ. Масовото производство на този модел започнало чак през 1953 г. Цели 2 години били нужни, докато приетият модел бъде пуснат в производство. През първата година от конвейера слезли 298 автомобили Toyota Jeep BJ.
Освен поръчката от полицията за патрулни коли, Toyota получила поръчка също и от Министерството на горите и земеделието, а също и от компании в енергийния сектор.